# Vigilius (amfibie)
Vigilius is een geslacht van uitgestorven brachyopide temnospondyle Batrachomorpha (basale 'amfibieën')  uit het Midden-Trias van Arizona. Het is bekend van de enige soort Vigilius wellesi.

## Beschrijving
Het holotype-exemplaar van Vigilius is een schedel met het label UCMP 36199. De schedel werd gevonden in een gebied langs de Arizona State Route 64 met uitzicht op de Grand Canyon. Het kwam uit een laag van de Moenkopi-formatie uit het Vroeg-Trias. De schedel werd in 1969 beschreven door de paleontologen Samuel Paul Welles en Richard Estes en toegeschreven aan de brachyopide Hadrokkosaurus bradyi. Het holotype van Hadrokkosaurus was een losse onderkaak. 

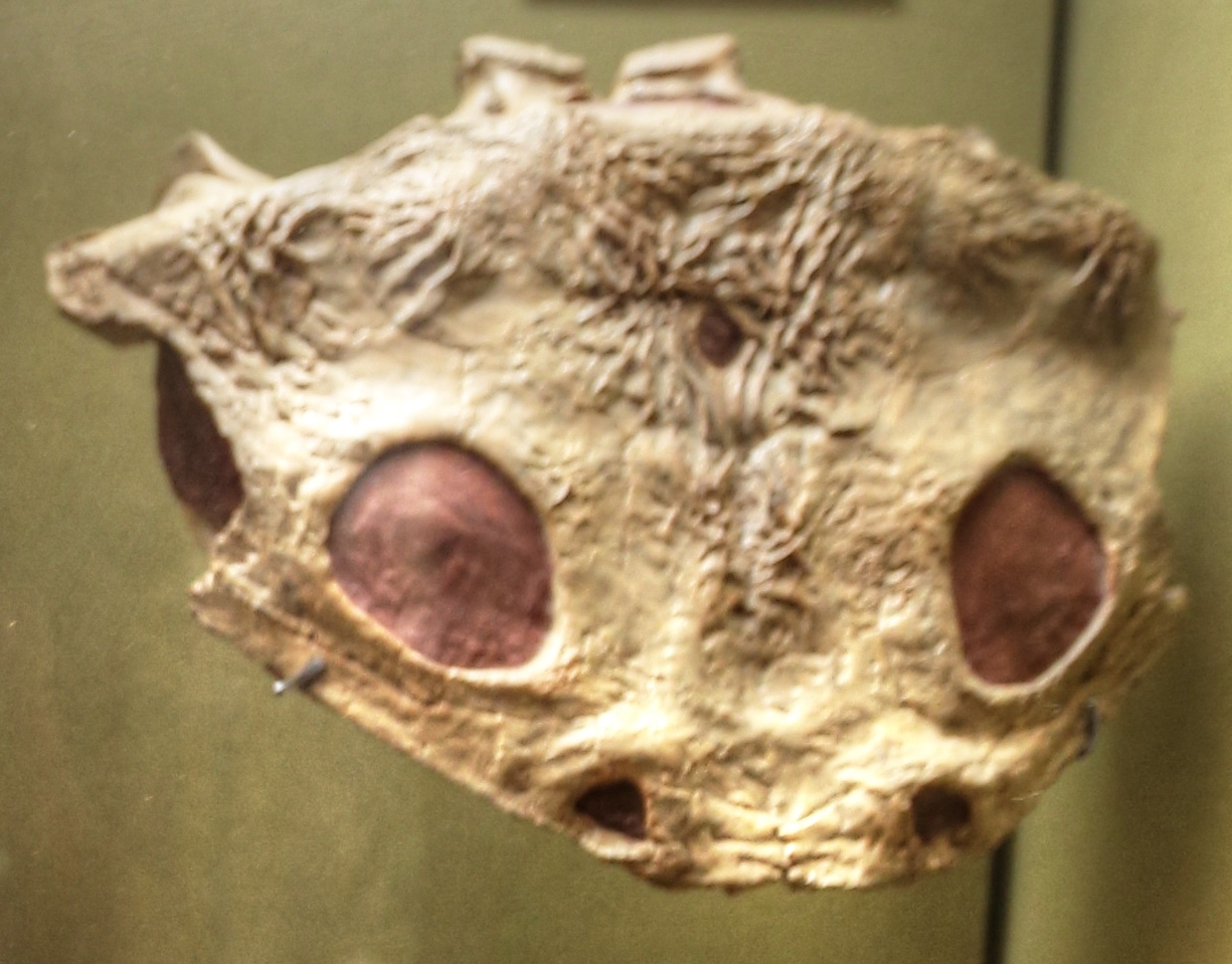
Afgietsel van schedel

In 2000 suggereerden de paleontologen Anne Warren en Claudia Marsicano dat de onderkaak en de schedel twee verschillende soorten vertegenwoordigen, aangezien ze meer dan honderdzestig kilometer van elkaar verwijderd zijn en afkomstig zijn van twee dieren van verschillende grootte. Anne Warren=Howie en Claudia Marsicano gaven de schedel het nieuwe geslacht en de nieuwe soort Vigilius wellesi. De geslachtsnaam komt van het Latijnse woord vigilia dat 'wacht' betekent, een verwijzing naar de grote oogkassen en 'naar het feit dat de schedel de wacht hield over de Grand Canyon'. De soort werd genoemd ter ere van Welles. Verschillende botten die rond de Grand Canyon-vindplaats werden gevonden, werden ook toegeschreven aan Vigilius, waaronder een pterygoïde bot dat in 1971 werd beschreven als een scapulacoracoïde. Extra overblijfselen werden tien kilometer ten westen van Holbrook, Arizona gevonden.

## Fylogenie
Het materiaal dat nu aan Vigilius is toegewezen, werd voor het eerst geïdentificeerd als overblijfselen van een brachyopoïde. Warren en Marsicano voerden een fylogenetische analyse uit van veel brachyopoïden en ontdekten dat Vigilius nestelde in de familie Brachyopidae. Brachyopoidea wordt normaal verdeeld in de families Brachyopidae en Chigutisauridae, maar deze families worden niet altijd als nauw verwant beschouwd; in sommige studies wordt Chigutisauridae geplaatst in een groep van voornamelijk temnospondylen uit het Mesozoïcum, Stereospondyli genaamd, terwijl Brachyopidae wordt geclassificeerd in een groep temnospondylen genaamd Dvinosauria, waaronder taxa uit het Carboon en Perm die ouder zijn dan Vigilius. De verwantschap van dvinosauriërs met andere temnospondylen is onzeker, omdat ze al dan niet tot Stereospondyli behoren. Warren en Marsicano identificeerden veel kenmerken bij Vigilius die niet worden gezien bij andere brachyopoïden, maar die vaak voorkomen bij dvinosauriërs, waaronder een smal ploegschaarbeen aan de voorkant van het verhemelte en een zeer breed cultriform uitsteeksel aan de voorkant van de parasphenoïde, een bot aan de onderkant van de schedel. Ze beschouwden Vigilius als een dvinosauriër, ondanks de resultaten van hun fylogenetische analyse.